# Aeroportul Whyalla
Aeroportul Whyalla (IATA: WYA, ICAO: YWHA) este un aeroport din Australia de Sud, Australia ce deservește zona Whyalla. Aeroportul a fost tranzitat în 2022 de 54.895 de pasageri. A fost numit după zona deservită.
Situat la o altitudine de 13 m, aeroportul dispune de o singură pistă. Este operat de Whyalla⁠(d).